# August Kubizek

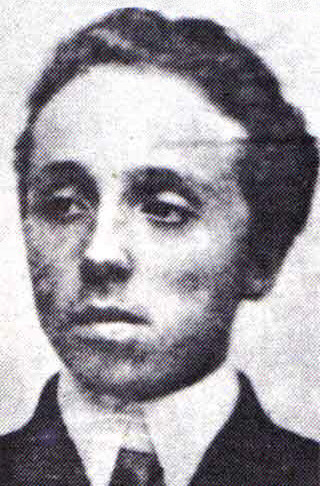
August Kubizek en 1907.

August Friedrich Kubizek (3 de agosto de 1888, Linz, Austria – 23 de octubre de 1956, Eferding, Austria) fue un director de orquesta y escritor austríaco. 
Es principalmente conocido por haber sido amigo cercano de Adolf Hitler durante su juventud. Fue también autor de un libro de memorias, "Adolf Hitler, mein Jugendfreund" (1953) que narra acerca de su amistad cuando ambos eran adolescentes y ha sido de gran aporte para historiadores.

## Biografía
August Kubizek fue el primogénito y único hijo superviviente de Michael y María Kubizek. Sus hermanas María Teresa y Carolina murieron en su infancia. Kubizek escribió más tarde que esto era un paralelismo entre su propia vida y la de Adolf Hitler, cuya madre, Klara Hitler, había perdido cuatro hijos antes del nacimiento de Adolf. Como hijos supervivientes de madres afectadas por el dolor, August y Adolf no podían dejar de sentir que se habían salvado por el destino. También compartieron su pasión por la música y por Richard Wagner. Se conocieron mientras asistían a una de sus óperas e incluso llegaron a compartir vivienda.
Desde agosto de 1914 hasta noviembre de 1918 sirvió como reservista en el Regimiento 2 de la infantería austro-húngara. En la campaña de invierno en los Cárpatos de 1915, fue herido en Eperjes en Hungría, ahora Prešov, Eslovaquia y luego fue evacuado a Budapest en un tren médico. Después de meses de convalecencia, regresó al frente y fue agregado a un cuerpo mecanizado en Viena. Después de la guerra Kubizek aceptó una posición como oficial en el consejo municipal de Eferding, Alta Austria y la música se convirtió en su pasatiempo.
Cuando la marea comenzó a volverse contra Hitler, Kubizek, que había evitado la política durante toda su vida, se convirtió en miembro del NSDAP en 1942 como un gesto de lealtad hacia su amigo.
En 1951, Kubizek, quien había rechazado otras ofertas de posguerra por sus memorias, acordó publicar "Adolf Hitler, mein Jugendfreund" ("Adolf Hitler, mi amigo de juventud") a través de la editorial Leopold Stocker Verlag. El libro fue finalmente publicado en 1953 en Graz, Austria. El manuscrito original era de 293 páginas e incluía varias fotos, muchas de las cuales mostraban tarjetas postales y bocetos que Hitler había dado al autor entre los años 1906 y 1908. El libro está dividido en tres partes y consta de un prólogo, 24 capítulos y un epílogo.